# Wieskau
Wieskau este o comună din landul Saxonia-Anhalt, Germania.